# Greg Hawkes
Gregory A. „Greg“ Hawkes (* 22. října 1952 Fulton) je americký hudebník, nejlépe známý jako klávesista rockové kapely The Cars. Hrál také v kapele s názvem Richard and The Rabbits, která zahrnovala budoucí spoluhráče The Cars Ric Ocasek a Benjamin Orr. V roce 2018 byl Hawkes uveden do Rock and Roll Hall of Fame jako člen The Cars. Hawkes také hrál s Ocaskem jako sólový umělec, často hrající jak na klávesy, tak na basovou kytaru. Hraje také na kytaru, basu, bicí nástroje, saxofon, klarinet a ukulele.